# Román jégkorong-bajnokság
A romániai Nemzeti Jégkorong Bajnokság (románul Liga Naţională de hochei) a román jégkorong legmagasabb szintje. A Román Jégkorongszövetség (FRHG) rendezi. A bajnokság jobb csapatai közül többen részt vesznek a Erste Ligában is.

## Lebonyolítás

### Alapszakasz
Az alapszakaszban 9 csapat vesz részt. Egy csapat összesen 36 mérkőzést játszik, mindegyik csapattal 4-et, 2-2 meccset otthon és idegenben.

### Rájátszás
A rájátszásba a 4 legtöbb pontot szerző csapat jut be. Az alapszakasz első két helyén végző csapat egyből a döntőbe kvalifikálja magát, a 3. és 4. helyen végző csapat pedig a bronzéremért mérkőzhet meg. A sorozatokat két nyert meccsig játsszák.

## Résztvevők

### Jelenlegi csapatok
| Csapat                       | Város              | Jégcsarnok                      | Férőhely | Alapítás |
| ---------------------------- | ------------------ | ------------------------------- | -------- | -------- |
| Steaua București             | Bukarest           | Patinoarul Allianz-Tiriac Arena | 450      | 1951     |
| Sport Club Miercurea Ciuc    | Csíkszereda        | Vákár Lajos Műjégpálya          | 4 000    | 1929     |
| ACSH Gheorgheni              | Gyergyószentmiklós | Gyergyószentmiklósi Műjégpálya  | 1 480    | 1949     |
| Corona Brașov                | Brassó             | Brassói Olimpiai Jégpálya       | 2 000    | 2007     |
| CSM Galați                   | Galați             | Galați Jégpálya                 | 5 000    | 1932     |
| Sportul Studențesc București | Bukarest           | Felcsíki Műjégpálya             | 4 000    | 1916     |
| Háromszéki Ágyúsok           | Kézdivásárhely     | Deme László Jégcsarnok          | 550      | 2021     |
| Sapientia U23                | Csíkkarcfalva      | Felcsíki Műjégpálya             |          |          |
| Red Hawks București          | Bukarest           |                                 |          |          |

## Bajnokok
- 1924 Braşovia Brassó
- 1925 nincs
- 1926 nincs
- 1927 Hochei Club Bucureşti
- 1928 Hochei Club Bucureşti
- 1929 Hochei Club Bucureşti
- 1930 Tenis Club Bucureşti
- 1931 Tenis Club Bucureşti
- 1932 Tenis Club Bucureşti
- 1933 Tenis Club Bucureşti
- 1934 Tenis Club Bucureşti
- 1935 Tenis Club Bucureşti
- 1936 Bragadiru Bucureşti
- 1937 Telefon Club Bucureşti
- 1938 Dragoş Vodă Cernăuţi
- 1939 nincs
- 1940 Rapid Bucureşti
- 1941 Juventus Bucureşti
- 1942 nincs
- 1943 nincs
- 1944 Venus Bucureşti
- 1945 Juventus Bucureşti
- 1946 Juventus Bucureşti
- 1947 Ciocanul Bucureşti (Dinamo Bucuresti)
- 1948 nincs
- 1949 SC Csíkszereda
- 1950 RATA Târgu Mureş (Marosvásárhely)
- 1951 RATA Târgu Mureş (Marosvásárhely)
- 1952 SC Csíkszereda
- 1953 CCA Bucureşti
- 1954 Ştiinţa Cluj (Kolozsvár)
- 1955 CCA Bucureşti
- 1956 CCA Bucureşti
- 1957 SC Csíkszereda
- 1958 CCA Bucureşti
- 1959 CCA Bucureşti
- 1960 SC Csíkszereda
- 1961 CCA Bucureşti
- 1962 CCA Bucureşti
- 1963 SC Csíkszereda
- 1964 Steaua Bucuresti
- 1965 Steaua Bucuresti
- 1966 Steaua Bucuresti
- 1967 Steaua Bucuresti
- 1968 Dinamo Bucureşti
- 1969 Steaua Bucuresti
- 1970 Steaua Bucuresti
- 1971 Dinamo Bucureşti
- 1972 Dinamo Bucureşti
- 1973 Dinamo Bucureşti
- 1974 Steaua Bucuresti
- 1975 Steaua Bucuresti
- 1976 Dinamo Bucureşti
- 1977 Steaua Bucuresti
- 1978 Steaua Bucuresti
- 1979 Dinamo Bucureşti
- 1980 Steaua Bucuresti
- 1981 Dinamo Bucureşti
- 1982 Steaua Bucuresti
- 1983 Steaua Bucuresti
- 1984 Steaua Bucuresti
- 1985 Steaua Bucuresti
- 1986 Steaua Bucuresti
- 1987 Steaua Bucuresti
- 1988 Steaua Bucuresti
- 1989 Steaua Bucuresti
- 1990 Steaua Bucuresti
- 1991 Steaua Bucuresti
- 1992 Steaua Bucuresti
- 1993 Steaua Bucuresti
- 1994 Steaua Bucuresti
- 1995 Steaua Bucuresti
- 1996 Steaua Bucuresti
- 1997 SC Csíkszereda
- 1998 Steaua Bucuresti
- 1999 Steaua Bucuresti
- 2000 SC Csíkszereda
- 2001 Steaua Bucuresti
- 2002 Steaua Bucuresti
- 2003 Steaua Bucuresti
- 2004 SC Csíkszereda
- 2005 Steaua Bucuresti
- 2006 Steaua București
- 2007 SC Csíkszereda
- 2008 SC Csíkszereda
- 2009 SC Csíkszereda
- 2010 SC Csíkszereda
- 2011 SC Csíkszereda
- 2012 SC Csíkszereda
- 2013 SC Csíkszereda[2]
- 2014 ASC Corona Brașov[3]
- 2015 CSM Dunărea Galaţi[4]
- 2016 CSM Dunărea Galați[5]
- 2017 ASC Corona Brașov[6]
- 2018 SC Csíkszereda[7]
- 2019 ASC Corona Brașov[8]
- 2020 Nem avattak bajnokot[9]
- 2021 ASC Corona Brașov[10]
- 2022 SC Csíkszereda
- 2023 CSM Corona Brașov[11]
- 2024 CSM Corona Brașov[12]
- 2025 Gyergyói HK[13]